# Acronis Backup & Recovery
アクロニス・バックアップ(英語：Acronis Backup）は、アクロニス社の法人・企業向けバックアップおよび復元用ソフトウェアである。従来あったAcronis True Image Echoの次世代型ディザスタリカバリソリューションとして、2009年に「Acronis Backup & Recovery」という名称でリリースされた。2014年3月、「Acronis Backup & Recovery」から「Acronis Backup」に名称が変更された。

## 概要
アクロニス・トゥルー・イメージでも搭載されていた、イメージバックアップの機能を受け継ぎ、短時間でのシステム復旧が可能である。複数台のコンピュータやサーバを管理できる集中管理型は、アクロニスのコンポーネント間で通信を行い、リモート操作での運用が可能。永続ライセンスと年間サブスクリプション契約ライセンスが選べる。
Acronis Backup 集中管理型 (永続ライセンス)
- Advanced Universal License - WindowsとLinuxサーバが混在している環境のバックアップをまとめて管理することができる。
- Advanced for Windows Server - 複数のWindowsサーバのバックアップ・リカバリをすることが出来る。
- Advanced for  Linux Server - 複数のLinuxサーバのバックアップ、リカバリをすることが出来る。
- Advanced / for VMware / for Hyper-V / for  XenServer / for  RHEV/KVM / for  Oracle VM / - VMwareやHyper-Vなどの仮想マシンに特化した機能を備えている。
- Advanced / for  Exchange / for SQL / for  SharePoint / for Active Directory - Microsoft ExchangeやSharePoint等のサーバーの一部ソフトウェア・サービスに特化した機能を備えている。
- Advanced for  PC - ネットワークに接続された複数のコンピュータのバックアップをまとめて管理することができる。

Acronis Backup 集中管理型 (サブスクリプション契約ライセンス)
- Advanced for Server - 複数のシステム・仮想マシン・アプリケーションサーバが混在した環境ですべてのバックアップ・リカバリをすることが出来る。
- Advanced for Workstation - ネットワークに接続された複数のコンピュータのバックアップをまとめて管理することができる。

Acronis Backup スタンドアロン型 (永続ライセンス・サブスクリプション契約ライセンス)
- for Server - アプリケーションを含む単体のWindowsまたはLinuxサーバを保護。
- for  Windows Server Essentials - アプリケーションを含むWindows Server Essentialsサーバ全体を保護。
- for Virtual Host - 仮想マシンとホスト全体を保護（仮想マシン数無制限）。VMware vSphereとMicrosoft Hyper-Vをサポート。
- for Workstation - コンピュータ(Windows・Mac)のバックアップを簡単に実行できる。

## 基本的な機能[2]
- バックアップ - サーバ、仮想マシン、ストレージノードおよびPCのバックアップ
- ディザスタリカバリ - システム全体、1つのファイル、または1つのフォルダの 障害復旧
- 集中管理　- バックアップおよび復元タスクのリモート管理（Advanced版のみ）
- 仮想環境の拡張サポート - VMware、Hyper-V、XenServer等の仮想環境のバックアップと復元（Advanced版のみ）
- データの重複排除 - 同じデータのバックアップコピーを削除（Advanced版のみ）
- スケジュール設定 - バックアップを、事前に設定したイベントや条件に基づいて開始させることが可能
- データの暗号化 - バックアップ データの暗号化機能